# La Grange (Tennessee)
La Grange es un pueblo ubicado en el condado de Fayette, en Tennessee, Estados Unidos. Según el censo de 2020, tiene una población de 123 habitantes. Gran parte de la localidad figura en el Registro Nacional de Lugares Históricos como Distrito Histórico de La Grange. 

## Geografía
Está ubicado en las coordenadas 35°2′52″N 89°14′27″O / 35.04778, -89.24083 (35.04765, -89.24087). Según la Oficina del Censo de los Estados Unidos, tiene una superficie total de 5.20 km², correspondientes en su totalidad a tierra firme.

## Demografía
Según el censo de 2020, hay 123 personas residiendo en La Grange. La densidad de población es de 23,66 hab./km². El 93.5% son blancos, el 4.9% son afroamericanos y el 1.6% son de dos o más razas. No hay habitantes hispanos o latinos de ninguna raza.